# Ij, Iran
Ij este un oraș din Iran.